# Memphis La Blusera (Recopilatorio)
Memphis La Blusera es el primer álbum recopilatorio de la banda argentina de blues rock Memphis la Blusera, publicado en 1992 por RCA / BMG.

## Lista de canciones
| N.º | Título                   | Escritor(es)                 | Duración |
| --- | ------------------------ | ---------------------------- | -------- |
| 1.  | «Blues de las 6 y 30»    | Otero - Beiserman - Villegas | 3:34     |
| 2.  | «Boogie mama»            | Almará - Beiserman           | 3:16     |
| 3.  | «Nena seguí de largo»    | A. Otero - D. Beiserman      | 3:40     |
| 4.  | «El amor es movimiento»  | Otero - Beiserman            | 3:10     |
| 5.  | «Boogie del preso»       | A. Otero - D. Beiserman      | 3:56     |
| 6.  | «Blues de Rosario»       | Otero - Beiserman            | 4:17     |
| 7.  | «Moscato, pizza y fainá» | Otero - Beiserman            | 4:40     |
| 8.  | «El escruche»            | Otero - Beiserman            | 3:46     |
| 9.  | «La bifurcada»           | A. Otero - D. Beiserman      | 4:37     |
| 10. | «El estibador»           | R. Fuentes - R. Cárdenas     | 3:21     |
| 11. | «Montón de nada»         | A. Otero - D. Beiserman      | 4:12     |
| 12. | «Cuentan las monedas»    | Otero - Beiserman            | 2:24     |
| 13. | «Tonto rompecabezas»     | Otero - Beiserman            | 4:20     |
| 14. | «Medias de seda negras»  | Otero - Beiserman            | 3:31     |

- Datos: Q28517329